# Преображенский, Александр Александрович (технолог виноделия)
Александр Александрович Преображенский (4 ноября 1898, Кольдюки, Рязанский округ — 28 февраля 1976, Одесса) — советский ученый-винодел, доктор технических наук, профессор, заведующий отделом виноделия, доктор технических наук с 1971 года, профессор с 1972 года.

## Биография
Родился 4 ноября 1898 года в селе Кольдюки Тамбовской губернии в семье протоиерея Тамбовского кафедрального Свято-Преображенского собора. Рано потерял родителей. После окончания Сельскохозяйственной академии имени К. А. Тимирязева с 1924 года работал на винзаводе комбината «Массандра». В 1935—1958 годах заведующий отделом виноделия Всесоюзного научно-исследовательского института виноградарства и виноделия «Магарач»; в 1958—1959 годах заведующий отделом виноделия Института виноградарства и виноделия имени В. Е. Таирова. С 1959 года заведующий кафедрой виноделия Одесского технологического института пищевой и холодильной промышленности.
Умер в Одессе 28 февраля 1976 году.

## Научная деятельность
Проводил работы по улучшению технологии производства отдельных марок столовые, крепких и десертных вин — мускатов, токая и других; им предложена и внедрена в производство новая технология приготовления мадеры в герметичной таре; колонка разработана для производства хересу, в которой хересные дрожжи влияют на относительно тонкий слой вина, последовательно перемещаемого под пленкой от молодого к более старому; исследованы процессы получения портвейна в анаэробных условиях и созданы промышленные установки для его производства. К сожалению целый ряд работ учёного после его смерти был утрачен, сохранились лишь 21 изобретение, более 100 научных статей и небольшие книжки, брошюры, как правило, в соавторстве с коллегами
Работы:
- Технология вин типа мадеры. Москва, 1966 (в соавторстве с Д. М. Белогуровым, Д. А. Моисеенко);
- Технология крепких вин типа портвейн. — К., 1967 (в соавторстве с Д. А. Моисеенко, Г. И. Козубом);
- Мускатные вина. — К., 1967 (в соавторстве с Д. А. Моисеенко, Г. И. Лукошко).